# André Hunebelle
André Hunebelle (Meudon, Alts del Sena, França, 1 de setembre de 1896 – Niça, Alps Marítims, 27 de novembre de 1985) va ser un director de cinema francès.

## Biografia
Fill d'Édouard Benjamin Hunebelle i d'Hortense Lambert. La seva família paterna, procedent d'assaonadors d'Aire-sur-la-Lys, es fa molt poderosa en la segona part del segle xix llançant-se a la construcció de ferrocarrils i després a la política (ajuntaments de Clamart i de Deauville) i els negocis. Les seves ties Gabrielle i Blanca es casaran respectivament amb homes d'Estat Georges Cochery i Georges Pallain i la seva cosina Louise, amb el doctor Fernand Lamaze. Enginyer, el seu pare es converteix en propietari agrícola i alcalde a Algèria on André es casa per primera vegada el 1919.
Tot i que el seu pare ja s'havia interessat per aquest àmbit (dipòsit d'una patent d'aparell de projecció des de 1896), André Hunebelle va començar tardanament la seva carrera cinematogràfica. Després d'haver estudiat a l'Escola politècnica, com ho havia fet el seu pare, escull l'ofici de decorador, de dissenyador, després de mestre vidrier. Entre 1927 i 1931, edita les seves vidrieries de taula que difon obrint una botiga a l'avinguda dels Champs-Élysées a Paris. S'estrena amb Michel Audiard en la carrera de guionista i dialogista a la pel·lícula Mission à Tanger on anuncia d'entrada el seu sentit molt particular de la rèplica.
Després d'haver dirigit nombroses comèdies com Els tres mosqueters, Monsieur Taxi, Ma femme est formidable, Taxi, roulotte et corrida, abandona aquest gènere i es gira cap al cinema de capa i d'espasa amb la pel·lícula Le Bossu.
Considerat com el que va treure Louis de Funès de l'anonimat, donant-li el paper principal a la pel·lícula Taxi, roulotte et corrida, el dirigirà diverses vegades a la seva carrera, entre altres amb Jean Marais en la seva trilogia de Fantômas. La majoria dels diàlegs de les seves pel·lícules són signats per Jean Halain, el seu fill, que es va convertir després en el guionista de Louis de Funès. La seva filla Anne-Marie, que va ser un temps actriu, es casarà amb Jean Marion, compositor d'algunes de les músiques dels fills d'André.
André Hunebelle és recordat encara avui com un dels directors francesos que ha conegut un èxit més gran, amb Claude Zidi, Jean Girault, Gérard Oury, Georges Lautner, Luc Besson i Claude Lelouch.

## Filmografia[3]

### Director
- 1948: Métier de fous
- 1949: Millionnaires d'un jour
- 1949: Mission à Tanger
- 1950: Méfiez-vous des blondes
- 1951: Ma femme est formidable
- 1952: Massacre en dentelles
- 1952: Monsieur Taxi
- 1953: Els tres mosqueters (Les Trois Mousquetaires)
- 1953: Mon mari est merveilleux
- 1954: Cadet Rousselle
- 1955: Treize à table
- 1955: L'Impossible Monsieur Pipelet
- 1956: Casino de Paris
- 1956: Mannequins de Paris
- 1956: Les Collégiennes
- 1957: Les femmes sont marrantes
- 1958: Taxi, Roulotte et Corrida
- 1959: Le Bossu
- 1959: Arrêtez le massacre
- 1960: Le Capitan
- 1961: Le Miracle des loups
- 1962: Les Mystères de Paris
- 1963: OSS 117 se déchaîne
- 1963: Méfiez-vous, mesdames
- 1964: Banco à Bangkok pour OSS 117
- 1964: Fantômas
- 1965: Furia à Bahia pour OSS 117
- 1965: La fúria de Fantomas (Fantômas se déchaîne)
- 1967: Fantomas contra Scotland Yard (Fantômas contre Scotland Yard)
- 1968: Pas de roses pour OSS 117
- 1968: Sous le signe de Monte-Cristo
- 1973: Joseph Balsamo
- 1974: Les Quatre Charlots mousquetaires
- 1974: Les Charlots en folie: À nous quatre Cardinal !
- 1978: Ça fait tilt

### Guionista
- 1958: Taxi, roulotte et corrida
- 1960: Le Bossu
- 1960: Le Capitan
- 1963: OSS 117 se déchaîne
- 1964: Banco à Bangkok pour OSS 117
- 1965: Furia à Bahia pour OSS 117

### Productor
- 1949: Millionnaires d'un jour
- 1951: Ma femme est formidable
- 1952: Monsieur Taxi
- 1953: Les Trois Mousquetaires
- 1967: Revolta al Carib
- 1968: Pas de roses pour OSS 117